# Blizzard Peak
Der Blizzard Peak (englisch für Schneesturm-Spitze) ist mit 3375 m der höchste Berggipfel der Marshall Mountains in der antarktischen Königin-Alexandra-Kette, der sich rund 6,5 Kilometer nordwestlich des Mount Marshall befindet. 
Er wurde von der Nordgruppe einer von 1961 bis 1962 durchgeführten Kampagne im Rahmen der New Zealand Geological Survey Antarctic Expedition so benannt, nachdem ein Blizzard über mehrere Tage verhindert hatte, dass sich die Gruppe dem Berg nähert.